# Família Gambino
A Família Gambino é uma organização criminosa ítalo-americana que atua na cidade de Nova Iorque desde o início do século XX. Recebeu o nome de Carlo Gambino, que comandou a organização desde 1957 até 1976. É uma das chamadas Cinco Famílias de Nova Iorque.

## História

### Origem e a Guerra da Máfia-Camorra
A origem da organização remonta formação da gangue de Salvatore D'Aquila em 1910. D'Aquila foi um dos membros chave da Família Morello, organização chefiada pelo Don Giuseppe Morello, que controlava o território do antigo Harlem Italiano no norte de Manhattan e seu braço direito, Ignazio "the Wolf" Lupo, que controlava o território de Little Italy no sul de Manhattan. Em 1910, Giuseppe e Ignazio foram presos e condenados a trinta anos por fraude fiscal. Com o enfraquecimento dos Morello, D'Aquila formou sua própria gangue no Harlem Italiano. Nessa mesma época, começou a guerra entre a máfia (siciliana) e a camorra (napolitana) de Coney Island e da Navy Street no Brooklyn. Em 1917 os líderes das gangues napolitanas, Pellegrino Morano e Alessandro Vollero foram presos, e sua organização foi absorvida por Salvatore D'Aquila.

### A morte de D'Aquila e a Guerra Castellammarese
Durante os anos de 1920 a família Morello passou ao controle de Joe "The Boss" Masseria, que em pouco tempo entrou em confronto com a Familia D'Aquila. Salvatore D'Aquila foi assassinado pelos homens de Masseria em outubro de 1928. Seu posto foi assumido pelo seu principal caporegime, Alfredo Mineo e seu braço direito Stefano Ferrigno. No início de 1930, tem início a Guerra Castellammarese entre as facções de Joe Masseria de Manhattan, e de Salvatore Maranzano do Brooklyn. A família Mineo-D'Aquila aliou-se a Joe Masseria. Mas Mineo e Ferrigno foram assassinados pelos homens de Maranzano em novembro de 1930. Em abril do ano seguinte, Joe Masseria seria assassinado por seus próprios comandados, que cansados dos prejuízos financeiros do conflito, fizeram um acordo com Maranzano. Com seu poder consolidado, Maranzano organizou as gangues italianas em cinco famílias. Indicando um membro de cada grupo para o cargo de capo (do português chefe). Para liderar a família Mineo-D'Aquila, Maranzano indicou Frank Scalise. Nomeando então, a si mesmo como capo di tutti capi (chefe de todos os chefes).
Em setembro de 1931, Salvatore Maranzano foi assassinado a mando de Lucky Luciano, que anteriormente havia liderado o grupo de dissidentes da facção de Masseria, que selaram a paz. Luciano manteve a estrutura criada por Maranzano, adicionando então uma comissão de todas as famílias mafiosas ítalo-americanas, presidida pelas Cinco Famílias de Nova Iorque. Que tinha como objetivo evitar novos confrontos armados, que prejudicavam muito os lucros nos negócios. Ainda em 1931, Luciano que havia se tornado o novo capo di tutti capi, substituiu Frank Scalise por Vincent Mangano como novo chefe da família Mineo-D'Aquila, a futura Família Gambino.

### Carlo Gambino assume a família
Antes da ascensão de Carlo Gambino, a família foi comandada por Vincent Mangano e Albert Anastasia, respectivamente. Mangano foi o chefe da família entre 1931 e 1951. Seu irmão Philip Mangano ocupava o cargo de consiglieri e Albert Anastasia era seu sub-chefe (sottocapo ou underboss). Apesar de trabalharem juntos, os irmãos Mangano estavam constantemente em divergência com Anastasia. Em abril de 1951, Vincent Mangano desapareceu sem deixar rastros e seu irmão Philip, foi encontrado morto. Chamado para prestar esclarecimentos para A Comissão (The Commission), Anastasia negou ter assassinado os irmãos Mangano. Ainda afirmou que Vincent Mangano estaria planejando assassina-lo antes de desaparecer. Usando seu poder, e apoio de Frank Costello, chefe da Família Luciano (hoje Família Genovese), Anastasia foi efetivado como Capo da Família Mangano (Mineo-D'Aquila) e Carlo Gambino foi escolhido como seu sub-chefe (sottocapo).
Em pouco tempo, a agressividade de Anastasia criou as condições ideais para que seus principais inimigos tentassem "afastá-lo" do cargo. Dentre todos esses, Vito Genovese, o sottocapo de Costello, era o mais relevante rival de Anastasia. Sozinho, Genovese não podia enfrentar Anastasia e Costello. No entanto, a iniciativa de Anastasia de abrir cassinos em Cuba, o colocou em confronto direto com Meyer Lansky. Um poderoso investidor judeu e associado da máfia. Aproveitando a oportunidade, Genovese entrou em acordo com Lansky e os dois contrataram Carlo Gambino para assassinar Anastasia e Frank Costello. Em maio de 1957, Vincent "O Chin" Gigante falhou na tentativa de assassinar Frank Costello. Costello escapou com um tiro de raspão na cabeça, e as atenções públicas ao assunto impediriam outro atentando. Mesmo assim, Frank decidiu abdicar de seu cargo como capo da Família Luciano em favor de Vito Genovese. Desde então a organização (família) fundada por Giuseppe Morello no início dos anos 1910, passando ao controle de Masseria e posteriormente Lucky Luciano, passou a se chamar Família Genovese.
Em 25 de outubro de 1957, Albert Anastasia foi brutalmente assassinado enquanto estava em uma barbearia. Conta-se que vários homens mascarados entram no estabelecimento e atiraram várias vezes contra Anastasia que tentou reagir inutilmente. Com a morte de Anastasia, Carlo Gambino se tornou o chefe da que então passou a ser chamada, Família Gambino. Sob o seu comando, a Família atingiu seu apogeu, tornando-se a organização criminosa mais poderosa dos Estados Unidos. Carlo Gambino, faleceu de ataque cardíaco enquanto assistia ao jogo dos New York Yankees em sua casa, no dia 15 de outubro de 1976 aos 74 anos, sem nunca ter passado sequer um dia na prisão.

### Paul Castellano e John Gotti
Após a morte de Carlo Gambino, Paul Castellano, irmão da esposa de Gambino assumiu a liderança da Família. Aniello "Mr.Niel" Dellacroce foi escolhido como seu sub-chefe. A forma como Castellano conduzia os negócios desagradou muitos membros da organização, em especial o mais importante soldado de Dellacroce, John Gotti. Sua principal crítica era que Paul estava mais para um homem de negócios que para um membro da cosa nostra. E que a maioria dos negócios seguros e lucrativos eram reservados para seu círculo central. Após a morte de "Niel" Dellacroce por câncer em 2 de dezembro de 1985, Gotti decidiu eliminar de vez Castellano.
Em 16 de dezembro de 1985 Paul Castellano e Thomas Billoti, seu novo sub-chefe chegavam para um almoço e reunião com um dos capos da Família, Frank DeCicco no Sparks Steak House, quando foram assassinados por quatro homens não identificados.

### De John Gotti aos dias de hoje
Com o assassinato de Paul Castellano, John Gotti foi escolhido como novo chefe da Família Gambino. Para seu sottocapo, indicou Frank DeCicco. A mudança no entanto foi percebida pelas outras famílias da Comissão. Vincent the Chin Gigante, que então era o chefe da Família Genovese, orquestrou juntamente com Vittorio "Vic" Amusio (chefe da Família Luchese) o assassinato de John Gotti. Em 13 de abril de 1986, a armadilha preparada para Gotti, vitimou seu sub-chefe Frank DeCicco enquanto este se dirigia para uma reunião com os caporegimes da Família. Segundo o plano de Gigante, uma bomba seria colocada no carro utilizado para reunião. Carro que ele pensava que estaria John Gotti e não DeCicco. Após a prisão de seu primeiro sucessor, Joseph Armone, Salvatore "Sammy The Bull" Gravano se tornou o novo sottocapo da Família. John Gotti seria indiciado pela justiça pelo menos três vezes, sendo inocentado em todas. Mas a sorte de John teve fim, quando uma escuta foi plantada no local em que este costumava organizar suas reuniões, em um discreto apartamento em Little Italy. Nas conversas, a polícia ouviu John organizando suas operações ilegais e reclamando sobre muitos de seus subordinados. Entre eles, "Sammy" Gravano. Que temendo por sua integridade, tornou-se testemunha de acusação. Em abril de 1992, sob o testemunho de Gravano, John Gotti e seu consiglieri Frank LoCascio foram condenados a prisão perpétua por diversos crimes.
Depois da prisão de John Gotti, seu filho de mesmo nome, assumiu o posto de chefe atuante no lugar do pai, que ainda comandava a organização da cadeia. No entanto, John "Junior" Gotti, como era chamado, foi preso em 1999, sendo condenado a 77 mêses na cadeia por extorsão. Em 2002, John Gotti (pai) morreu na prisão, e seu irmão Peter Gotti assumiu o comando por um tempo, antes de ser preso em 2003.
Hoje em dia, a Família Gambino ainda controla operações em portos do Brooklyn e de Staten Island, infiltrados em sindicatos e associações trabalhistas. Diversas operações e investigações entre 2009 e 2010, mostram que a Família Gambino ainda está muito ativa na cidade de Nova Iorque. Durante o ano de 2009, muitos membros importantes da organização foram libertados da prisão. Em agosto de 2015, o chefe da organização Domenico Cefalù se aposentou como chefe e o poderoso capitão com conexões com a máfia siciliana Frank Cali foi apontado como o novo chefe da Gambino.
Em 13 de março de 2019, Frank Cali foi assassinado após ser atingido por três disparos do lado de fora da sua casa em Staten Island, o atirador escapou da cena do crime. Na mesma semana, um homem de 24 anos identificado como Anthony Comello foi preso como suspeito do crime. Segundo a polícia ele não tinha antecedentes criminais, nem ligação com a máfia.
Com o assassinato de Cali, acredita-se que Lorenzo Mannino, de 60 anos, tenha se tornado o líder oficial da organização, apoiado por Domenico Cefalu (72) e pelo consiglieri Michael "Mickey Boy" Paradiso (79).

## Lideranças ao longo da História
- 1900s–1910 – Ignazio "the Wolf" Lupo – aprisionado em 1910.[25]
- 1910–1928 – Salvatore "Toto" D'Aquila – assumiu a Brooklyn Camorra em 1916 e a fundiu com a gangue de Al Mineo para formar a maior família criminosa de Nova Iorque. Ele foi morto por ordens do chefe Joe Masseria em 1928.[26][27][28]
- 1928–1930 – Manfredi "Alfred" Mineo – morto na Guerra Castellammarese em 1930.
- 1930–1931 – Frank Scalice – renunciou a posição e se tornou consigliere, após a morte do chefe Salvatore Maranzano.
- 1931–1951 – Vincent Mangano – desapareceu em abril de 1951, supostamente assassinado por ordens do subchefe Albert Anastasia.
- 1951–1957 – Albert Anastasia – assassinado em outubro de 1957 por ordens de Carlo Gambino.
- 1957–1976 – Carlo Gambino – morreu de causas naturais em 1976.
  - Interino 1964–1976 – Paul Castellano – chefe interino para Gambino, se tornou o chefe oficialmente após a morte dele.
- 1976–1985 – Paul Castellano – assassinado em dezembro de 1985 por ordens do capo John Gotti.
- 1985–2002 – John Gotti – aprisionado em 1990, faleceu em 2002.
  - Interino 1991–1999 – John A. Gotti – aprisionado em 1999, se aposentou depois.
  - Interino 1999–2002 – Peter Gotti – promovido para chefe.
- 2002–2011 – Peter Gotti – aprisionado em 2002, faleceu em 2021.
  - Interino 2002–2005 – Arnold Squitieri[29]
  - Interino 2005–2008 – John D'Amico[30]
- 2011–presente – Domenico "Italian Dom" Cefalù
  - Interino 2015–2019 – Frank Cali – assassinado em março de 2019.[31]
  - Interino 2019–presente – Lorenzo Mannino[32]

## Citações nos meios de comunicação
- No filme Testemunha da Máfia, a história sobre o período em que John Gotti comandou a Família é contada sob o ponto de vista de Salvatore "Sammy The Bull" Gravano.
- No filme Goodfellas de Martin Scorsese (No Brasil, Os Bons Companheiros), os Gambino estão diretamente ligados ao enredo da história através de um de seus membros, William "Billy Batts" DeVino.
- No jogo Grand Theft Auto IV da Rockstar Games, a Família Gambetti é uma alusão direta a verídica família Gambino.
- No filme Gotti: In the Shadow of my Father de Kevin Connolly, de 2018, com John Travolta no papel principal (No Brasil, Gotti: O Chefe da Máfia), a ascensão e queda de John Gotti estão retratadas, não sem alguma liberdade ficcional.